# Salvi Julià
Salvi Julià (en llatí Salvius Julianus) va ser un eminent jurista roma del temps d'Hadrià i els Antonins. Alguns historiadors el fan nadiu de Milà (Insuber Mediolanensis), però més modernament se li adjudica el naixement a Hadrumetum, una colònia fenícia a la costa d'Àfrica, ambdues suposicions contràries basades en informacions d'Espartià que diu que l'avi patern de l'emperador que va seguir a Pertinax, Didi Julià, era de Milà i l'avi matern d'Hadrumetum. Salvi Julià va ser avantpassat matern de Didi Julià, però potser n'era el besavi i no l'avi.
La reconstrucció probable de la seva genealogia fins a Didi Julià és:
A) Línia paterna
- Didi Sever (Insuber Mediolanensis) 
  - Didi Sever.
    - Petroni Didi Sever, casat amb Emília Clara (1)
      - Didi Julià (Didius Salvius Julianus Severus Augustus), casat amb Mànlia Escantil·la.
        - Dídia Clara Augusta, casada amb Corneli Repentí

      - Didi Pròcul
        - Un fill (nom desconegut)

B) Línia materna
- Salvi Julià el jurista, (nascut a Hadrumetum(?))
  - Marc Salvi Julià, cònsol el 175, executat per Còmmode el 188
    - Emília Clara (1), casada amb Petroni Didi Sever
    - Salvi Julià

Va néixer als voltants de l'any 100 ja amb Trajà al tron. Vers el 132 era pretor (l'edat per ser pretor era de 30 anys). Va ser també cònsol (dues vegades) i prefecte de la ciutat segons Espartià, però el seu nom com a cònsol no apareix als Fasti. Va exercir també diversos governs provincials. No se sap la data de la seva mort, i va ser enterrat en un mausoleu a la Via Lavicana. Espartià, diu que el cos de l'emperador va ser depositat en aquest mausoleu.
Hadrià quan presidia judicis es rodejava dels juristes més reputats i aprovats pel senat, entre els quals Juvenci Cels, Salvi Julià i Neraci Prisc. De les seves sentències es va formar un compendi publicat com a Edicte per Hadrià per a ús dels seus pretors. La seva autoritat va ser seguida pels següents emperadors fins a Justinià I. Luci Volusi Mecià i Terenci Climent l'anomenen Julianus noster potser perquè en foren deixebles o associats al consell imperial. També el va citar contínuament el jurista Africà que segurament era deixeble seu. Alguns juristes posteriors, Sext Aureli Víctor i Eusebi, i també l'historiador Pau Diaca, el mencionen en els seus escrits. Sext Pomponi diu que Salvi Julià, Aburni Valent i Tuscià, deixebles de Prisc Javolè, el van succeir en la direcció de l'escola sabiniana. El jurista Gai observa que algunes de les opinions de Salvi Julià discrepaven de les de l'escola sabiniana.
Va ser un escriptor amb una gran obra i d'estil fàcil i clar, i la seva opinió va ser molt valorada pels juristes contemporanis seus i posteriors. Al Digest es conserven uns 475 extractes de les seves obres. Els seus principals llibres són:
- 1. Digestorum Libri XC
- 2. Ad Minicium, o Ex Minicio, o Apud Minicium Libri VI, comentaris sobre una obra del jurista Minicus Natalis, que va viure sota Vespasià.
- 3. Ad Urseium Libri IV, un comentari sobre una obra d'Urseu Ferox
- 4. De Ambiguitaibuis Liler Singulares, sobre el sentit legal de paraules ambigües i d'expressions obscures.[1]